# Bataille d'Havrincourt
Première Guerre mondiale
Batailles
Front d'Europe de l’Ouest
- Liège (8-1914)
- Namur (8-1914)
- Frontières (8-1914)
- Anvers (9-1914)
- Grande Retraite (9-1914)
- Marne (9-1914)
- Course à la mer (9-1914)
- Yser (10-1914)
- Messines (10-1914)
- Ypres (10-1914)
- Givenchy (12-1914)
- 1re Champagne (12-1914)
- Hartmannswillerkopf (1-1915)
- Neuve-Chapelle (3-1915)
- 2e Ypres (4-1915)
- Colline 60 (4-1915)
- Artois (5-1915)
- Festubert (5-1915)
- Quennevières (6-1915)
- Linge (7-1915)
- 2e Artois (9-1915)
- 2e Champagne (9-1915)
- Loos (9-1915)
- Verdun (2-1916)
- Redoute Hohenzollern (3-1916)
- Hulluch (4-1916)
- 1re Somme (7-1916)
- Fromelles (7-1916)
- Arras (4-1917)
- Vimy (4-1917)
- Chemin des Dames (4-1917)
- 3e Champagne (4-1917)
- 2e Messines (6-1917)
- Passchendaele (7-1917)
- Cote 70 (8-1917)
- 2e Verdun (8-1917)
- Malmaison (10-1917)
- Cambrai (11-1917)
- Bombardements de Paris (1-1918)
- Offensive du Printemps (3-1918)
- Lys (4-1918)
- Aisne (5-1918)
- Bois Belleau (6-1918)
- 2e Marne (7-1918)
- 4e Champagne (7-1918)
- Château-Thierry (7-1918)
- Le Hamel (7-1918)
- Amiens (8-1918)
- Cent-Jours (8-1918)
- 2e Somme (9-1918)
- Bataille de la ligne Hindenburg
- Meuse-Argonne (10-1918)
- Cambrai (10-1918)

Front italien
Front d'Europe de l’Est
Front des Balkans
Front du Moyen-Orient
Front africain
Bataille de l'Atlantique
La bataille d’Havrincourt a lieu pendant la Première Guerre mondiale le 12 septembre 1918 entre la 3e Armée (sous le commandement du général anglais Julian Byng) et les troupes allemandes, en particulier celles du 3ème et 10e corps d’armée, dans la ville d’Havrincourt sur le front Ouest en France. Même si cette victoire est relativement modeste à la lueur des événements qui suivent, elle marque un moment important. Pour la première fois la Ligne Hindenburg est percée.

## Contexte
Trois divisions de la Troisième Armée attaquent le village d’Havrincourt : la 62e division, la division néo-zélandaise et la 37e division. Quatre divisions allemandes du 3e et 10e corps d’armée défendent la ville capturée. La présence de la 62e division est inattendue dans le secteur d’Havrincourt. En effet, celui-ci lui est attribué en récompense à sa prouesse pendant la Bataille de Cambrai en 1917.

## Déroulement de la bataille
Malgré leur supériorité numérique et les solides fortifications au sein de la ville, les Allemands sont incapables de garder leur position, et à la fin de la journée, Havrincourt est aux mains des Britanniques, supérieur en termes d'artillerie. La victoire n'est pas particulièrement spectaculaire mais elle met en lumière une baisse importante de la combativité des soldats allemands du front Ouest. Alors que cette bataille passe relativement inaperçue pour certains, d’autres remarquent très vite son importance. En effet, Julian Byng, lui-même, la voit comme un tournant décisif :
« Il pensait que sa plus grande réussite avec la Troisième Armée était celle de la capture d’Havrincourt par la 62e division en septembre 1918. Il les a vite aidé avec deux autres divisions. Les Boches ont lancé contre lui deux de leurs anciennes divisions de Vionville, le 3e et 10e corps d'armée, les Brande-bourgeois et les Hanovriens. Ils avaient deux autres divisions en réserve. Les Allemands ont été battus et le cœur a ensuite quitté les ennemis. » raconte le colonel Charles à Court Repington.

## Bilan
Cette victoire encourage le maréchal Douglas Haig à autoriser une attaque sur Epéhy le lendemain ainsi que d’autres opérations pour préparer l’assaut de la Ligne Hindenburg. Le sergent Laurence Calvert est distingué de la Croix de Victoria pour ses actions pendant cette bataille.